# Jan Zawada
Jan Zawada (* 6. června 1988) je český fotbalový obránce hrající za Spartak Jablunkov.
Svou fotbalovou kariéru začal tento obránce ve Spartaku Jablunkov, odkud ještě jako dorostenec putoval do FC Baník Ostrava. V tomto týmu se postupně propracoval až do A-mužstva, kde působil s výjimkou hostování v FK Viktoria Žižkov. Vrátil se zpátky do svého začátečnického působiště, do Spartaku Jablunkov, kde působí dodnes.[kdy?][zdroj?]